# Atauro
Atauro, eller Ata'uro, indonesiska: Pulau Kambing, är en liten ö i Östtimor, 25 kilometer norr om Dili.
Ön är ungefär 25 kilometer lång och 9 kilometer bred, med en area av cirka 140 km2 och drygt 8 000 innevånare. Den närmaste grannön är den indonesiska ön Liran, som ligger 12 kilometer åt nordost. Öns högsta punkt ligger 999 meter över havet, berget Mount Manucoco.

## Fågelliv
Atauro är utsett till Important Bird Area (IBA) av samarbetsorganet Birdlife International på grund av dess populationer av endemiska arter som timorlorikit, timorsångsmyg, timorvisslare, timorgylling, timorstubbstjärt, timorsångare, timortrast, praktblomsterpickare, flambröstad solfågel, trefärgad amadin, större gökduva, svart gökduva, timorgrönduva och rosahuvad kejsarduva.